# Prevence
Prevence (z lat. praevenire, tj. předcházet) je soustava opatření, která mají bránit výskytu nežádoucího jevu a snižovat pravděpodobnost jeho vzniku. Snaží se předcházet například nemocem, drogovým závislostem, zločinům, nehodám, neúspěchu ve škole, sociálním konfliktům, násilí nebo ekologickým katastrofám. Preventivní opatření ale nemusejí být efektivní.

## Typy prevence
Primární prevence, která zkoumá předpoklady, podmínky a příčiny jevů, jimž se má bránit, a hledá způsoby, jak zmíněným jevům předcházet, přičemž bývá zaměřena na veškeré obyvatelstvo.
Sekundární prevence se snaží příslušné jevy včas zachytit a bránit jejich prohlubování, šíření.
Terciární prevence se snaží zabránit opakování výskytu nežádoucího jevu. Je zaměřena na osoby právě vyléčené, propouštěné z výkonu trestu a podobně. 
Součástí primární prevence jsou dále:
- Nespecifická primární prevence - aktivity snižující riziko vzniku nežádoucích jevů prostřednictvím lepšího využívání volného času jedince (různé zájmové kroužky či sportovní aktivity), dále přístup podporující zdraví, prevence se nevztahuje k žádnému konkrétnímu nežádoucímu jevu, působí obecně, nespecificky.
- Specifická primární prevence - aktivity zaměřené na konkrétní cílovou skupinu a druh nežádoucího jevu, zaměřuje se na předcházení vzniku konkrétního rizika.
- Indikovaná primární prevence - jedinec byl indikován, tzn. vybrán (diagnostikou, screeningem či jiným šetřením), cílem je zachytit problém u jedince co nejdříve, posoudit jeho stav a vyhodnotit potřebnost specifických intervencí.[3]

## Rizikové chování
Rizikové chování je častým používaným pojmem v dokumentech týkající se prevence.
Na fungování člověka má negativní dopad jak z fyzického, tak psychického hlediska. Je ohrožující pro konkrétní osobu, ale i pro její okolí. Má za následek zvýšené riziko zdravotních, sociálních, psychických, vzdělávacích a dalších hrozeb.
Často se vyskytují i termíny jako nežádoucí jevy či sociálně patologické jevy. Tyto termíny souhrnně označují závažné poruchy chování jedince. Projevují se porušováním zejména sociálních norem, v některých případech i právních.
Mezi formy rizikového chování se řadí: „rizikově zdravotní návyky, rizikové sexuální chování, agresivní chování, delikventní chování, rizikové chování ke společenským institucím, hráčství a rizikové sportovní aktivity.“ Jednotlivé formy tohoto chování se u jedince často vyskytují souběžně.

## Prevence ve školství
Školy mají povinnost realizovat programy prevence rizikového chování.
Základním a výchozím dokumentem je Národní strategie primární prevence rizikového chování dětí a mládeže. Klíčovou roli při implementaci tohoto dokumentu zajišťuje MŠMT (Ministerstvo školství, mládeže a tělovýchovy). Mezi nejzákladnější dokumenty školy patří:
- školní preventivní strategie
- školní preventivní program (minimální preventivní program)
- program proti šikanování [6]

Školy a učitelé hrají významnou roli při prevenci rizikového chování. Důležité je ve školním prostředí vytvořit pocit bezpečí a sounáležitosti. Podpora well-beingu na základních školách se ukazuje jako důležitá součást vzdělávání a rozvoje dětí. Cílem účinných preventivních programů je snížit riziko vzniku nežádoucích jevů.
Na realizování prevence na školách se podílí: školní metodik prevence, výchovný poradce, školní psycholog, speciální pedagog, třídní učitelé a další pedagogičtí pracovníci školy. Systém prevence sociálně patologických jevů se ve školách opírá především o funkci školního metodika prevence. Mezi jeho standardní činnosti patří:
- metodická a koordinační činnost,
- podpora pozitivního sociálního klimatu,
- zajištění podpůrného prostředí pro žáky.

Zastupuje tedy mnohostrannou roli při úspěšné realizaci preventivních programů ve školách.
Škola se snaží předcházet těmto druhům rizikového chování:
- agrese, šikana, kyberšikana a další rizikové formy komunikace prostřednictvím multimédií, násilí, vandalismus, intolerance, antisemitismus, extremismus, rasismus a xenofobie, homofobie
- záškoláctví,
- závislostní chování, užívání všech návykových látek, netolismus, gambling
- rizikové sporty a rizikové chování v dopravě, prevence úrazů
- spektrum poruch příjmu potravy,
- negativní působení sekt,
- sexuální rizikové chování.[13]